# Christopher Dyer
Pour les articles homonymes, voir Dyer.
Christopher Charles Dyer (né en 1944) est professeur émérite d'histoire médiévale et directeur du Centre pour l'histoire locale anglaise à l'Université de Leicester.

## Biographie
Étudiant à l'université de Birmingham, Christopher Dyer eut comme professeur Rodney Hilton, et il suivit ensuite les cours de Gordon Brown à l'université d'Édimbourg.
Depuis 2008, il est commandeur de l'ordre de l'Empire britannique (CBE).